# L'ultima storia d'amore di Laura Adler
L'ultima storia d'amore di Laura Adler (Ahavata Ha'ahronah Shel Laura Adler) è un film del 1990 diretto da Avraham Heffner. Il film fu presentato in concorso nel 1990 alla 47ª Mostra internazionale d'arte cinematografica di Venezia.

## Trama
Laura Adler, cinquantun anni, affascinante e ancora desiderabile, è la stella di un teatro yiddish, acclamata da un pubblico non numeroso ma fedelissimo. Becky, costumista e parrucchiera della compagnia, le fa da governante e segretaria e divide con lei casa e vita ma teme che qualcuno, come l'attore Savitch, possa innamorarsi di lei e portargliela via.
Da Los Angeles arriva in Israele un giovane regista in cerca di materiale per la trasposizione cinematografica di un romanzo di Isaac Bashevis Singer e, affascinato da Laura, le offre un ruolo nel film. La donna non vorrebbe accettare ma a poco a poco si innamora del giovane di un amore intenso, quasi adolescenziale, che la coinvolge fino a regalarle una seconda giovinezza: ma a sconvolgere il corpo di Laura non è la giovinezza, bensì un cancro.
Becky, che aveva temuto del rapporto dell'attrice con Savitch, adesso si fa coraggio e trova la forza di accompagnare l'amica verso una morte serena.